# Chanthaburi
Pour la province de Thaïlande, voir Province de Chanthaburi.

Chanthaburi (thaï จันทบุรี) est une ville de la région Est de la Thaïlande, capitale de la province de Chanthaburi. Son nom signifie littéralement « ville de la lune » : Chantha, dérivé du sanskrit चन्द्र Chandra, signifie « lune » et buri, dérivé du sanskrit Puri पुर signifie « ville ».

## Situation

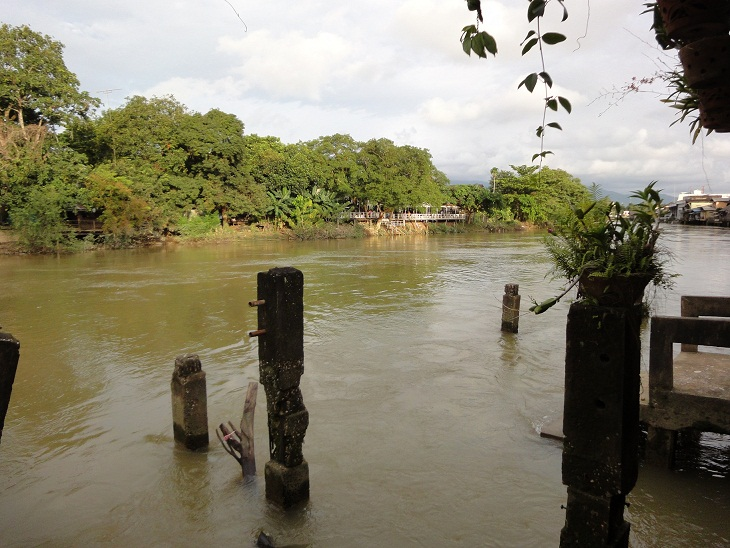
La rivière Chanthaburi en ville, 2011.

La principale rivière de la province est la Chanthaburi, qui traverse le centre-ville.

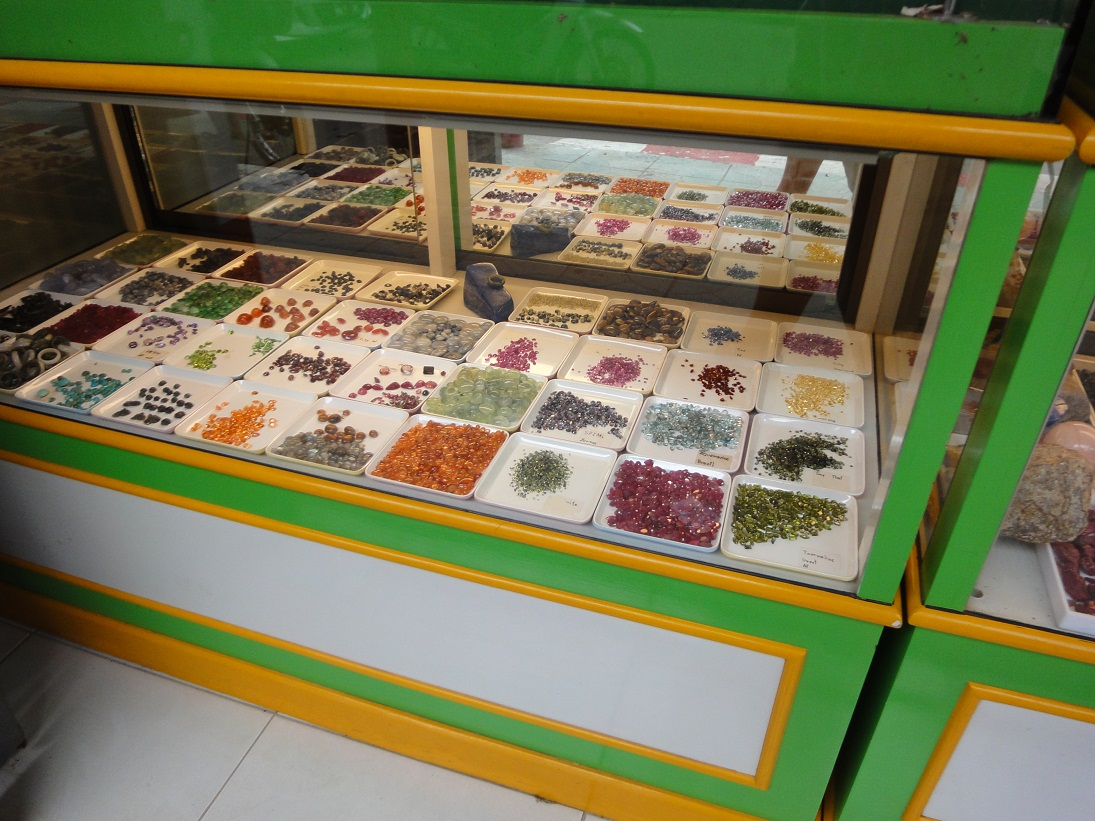
Un étal de pierres précieuse.

Chanthaburi est le centre de l'exploitation minière de pierres précieuses, en particulier des rubis et des saphirs. Dans le centre-ville, il y a beaucoup de marchands de pierres précieuses,.

## Histoire
Chanthaburi est une ancienne ville de Thaïlande située à 230 km à l'Est de Bangkok. Elle a joué un rôle prépondérant dans l'histoire de ce pays.
Des poteries et des ornements vieux de 4000 ans ont été retrouvés dans cette région.
Après la crise de Paknam et la guerre franco-siamoise  de 1893, pour s'assurer du respect des clauses du traité de Bangkok du 3 octobre 1893, les troupes de l'Armée française occupent la rivière et la ville de Chanthaburi : cette occupation ne devait pas durer trop longtemps, juste le temps de l’exécution du traité ; en réalité, elle dura onze ans jusqu'au 5 janvier 1905...
Une minorité significative de citoyens de Chanthaburi sont des Vietnamiens qui sont arrivés en trois vagues : au XIXe siècle lors d'une persécution anti-catholique en Cochinchine ; une deuxième vague dans les années 1920 et en 1940, fuyant l'Indochine française ; et une troisième vague après la victoire communiste au Viêt Nam en 1975.
Cette ville abrite la cathédrale de l'immaculée conception, église maintes fois restaurée entre 1730 et 1906, facilement reconnaissable par son style néogothique et il y résident encore de nos jours de nombreux catholiques : 

Chantaburi est le siège de l’évêché de Chanthaburi depuis 1944.

Cathédrale de l'immaculée conception
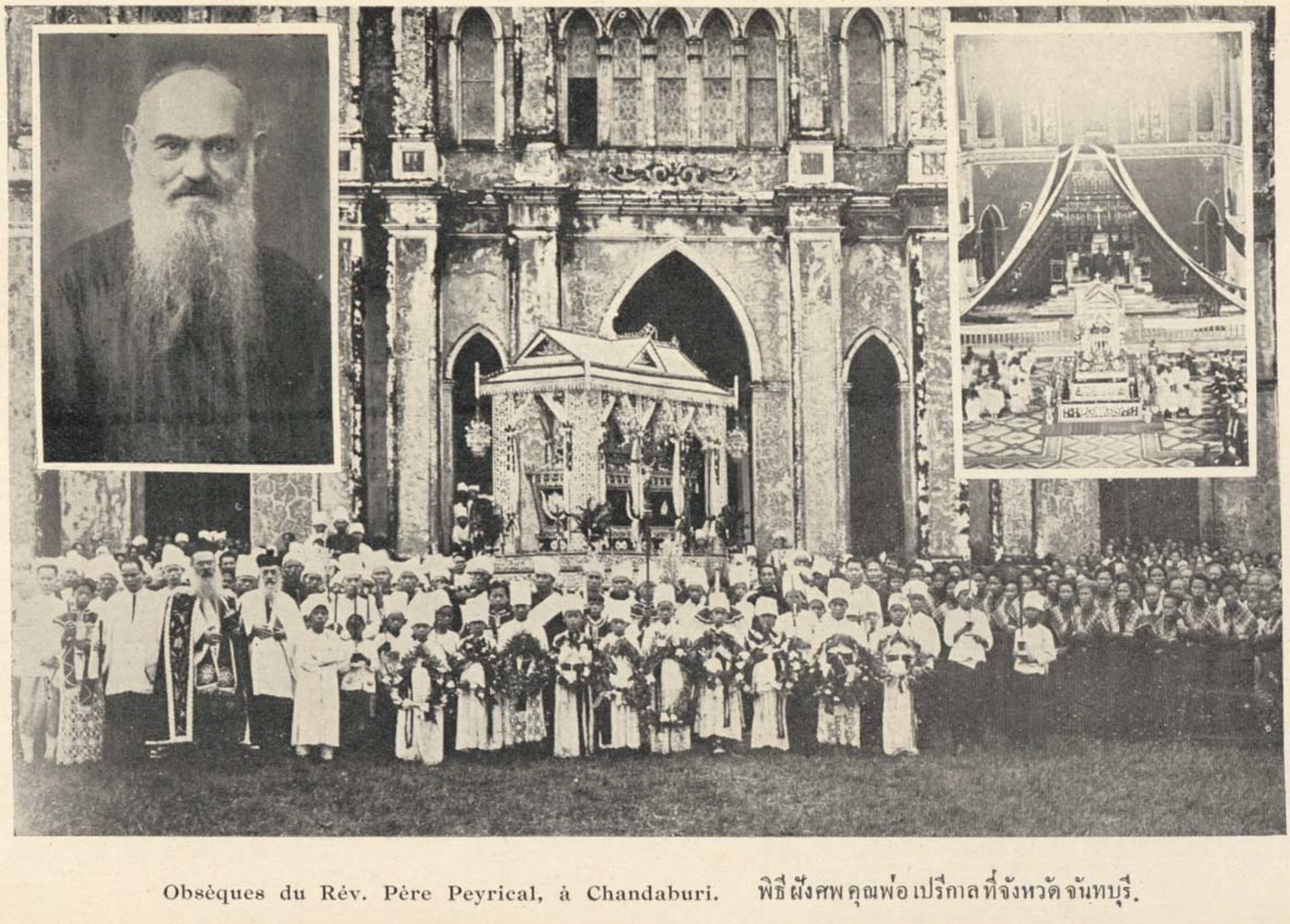
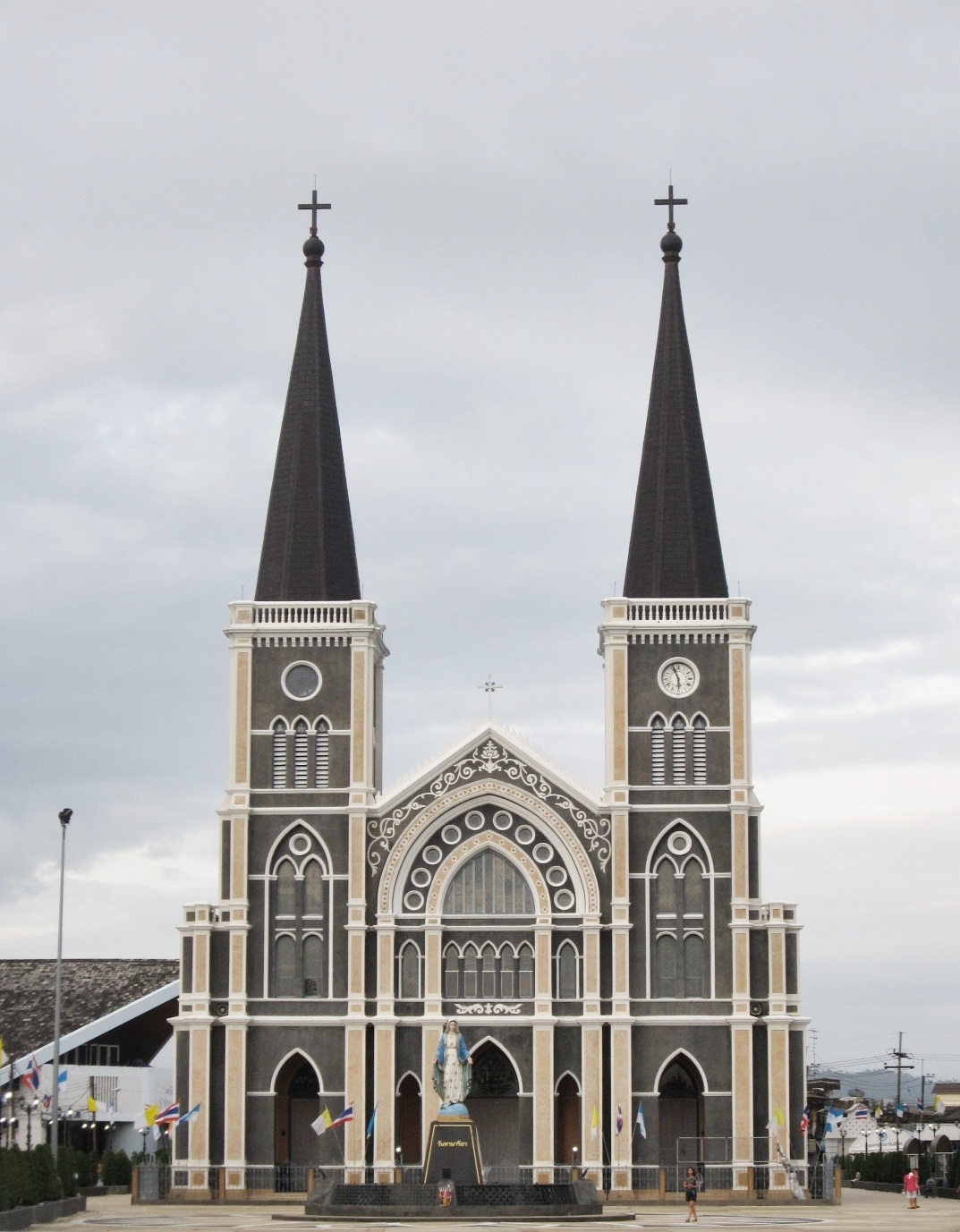
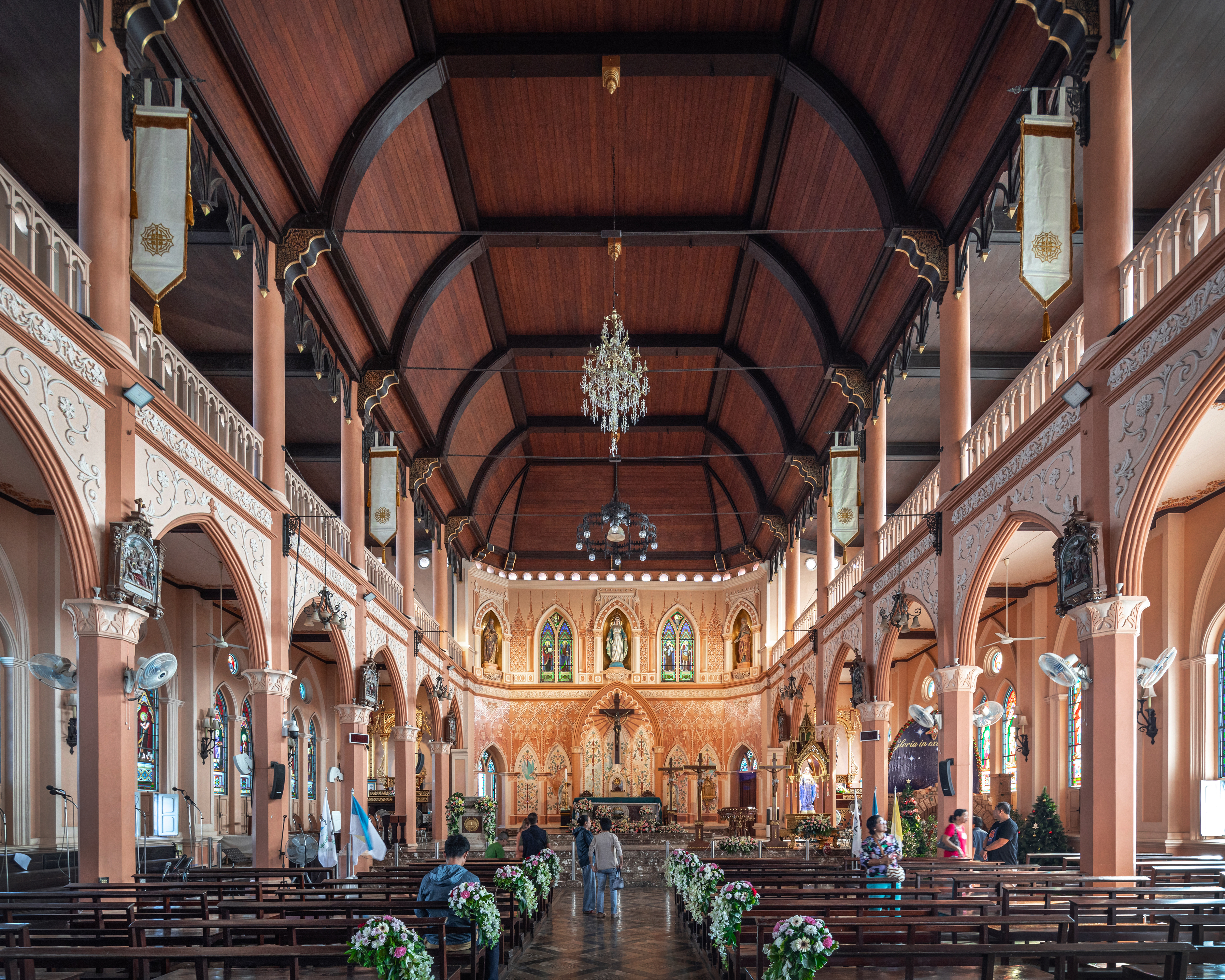
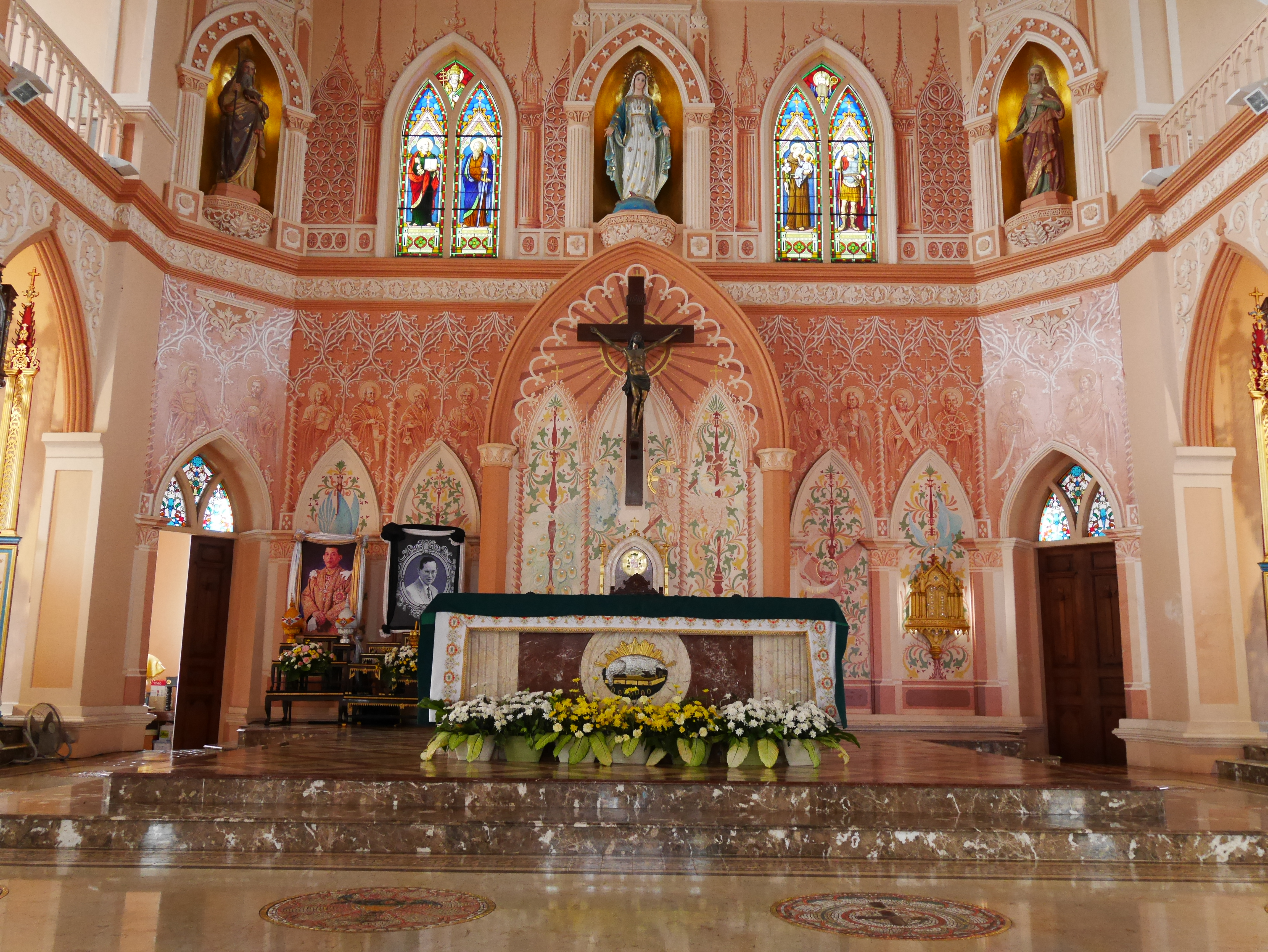
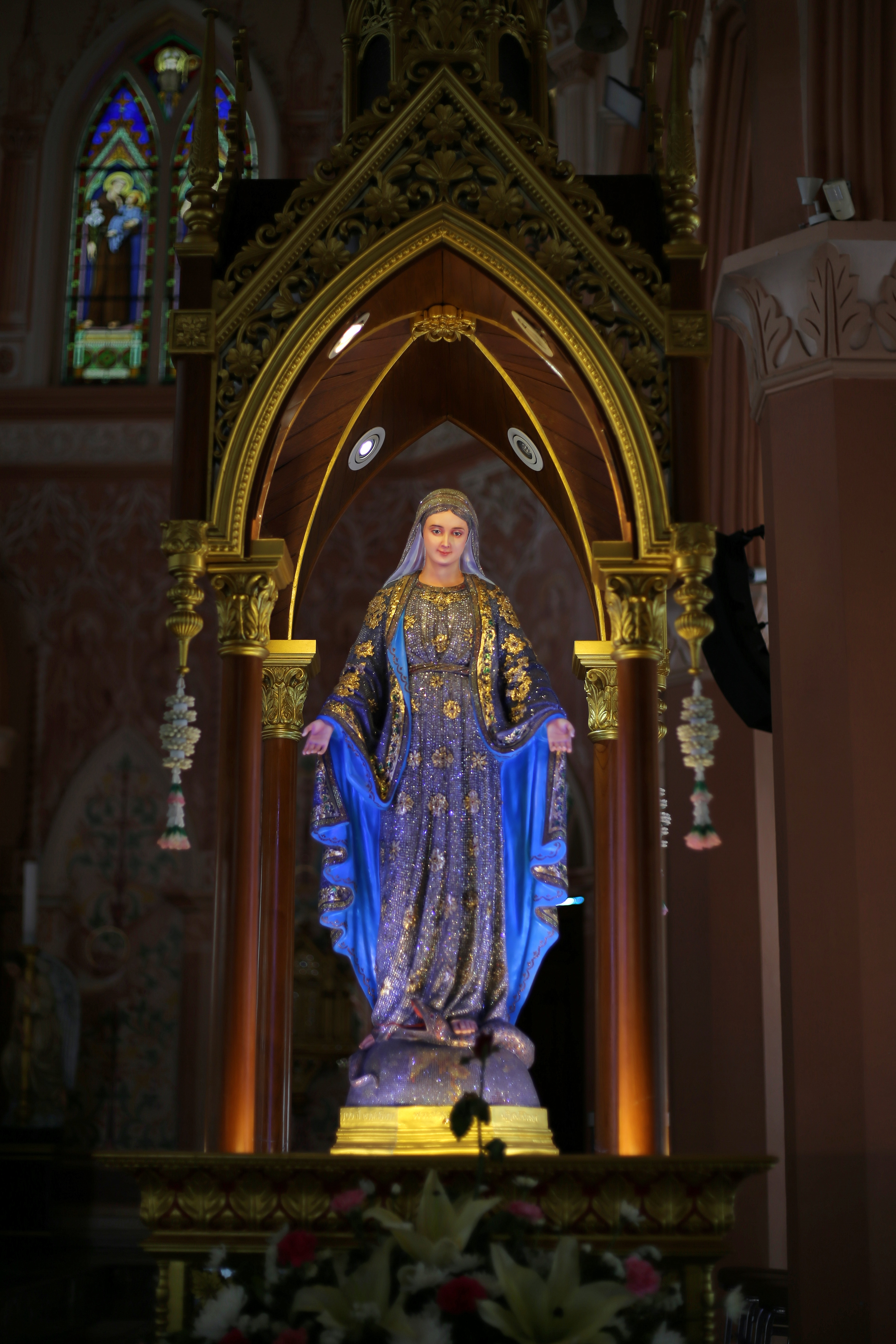
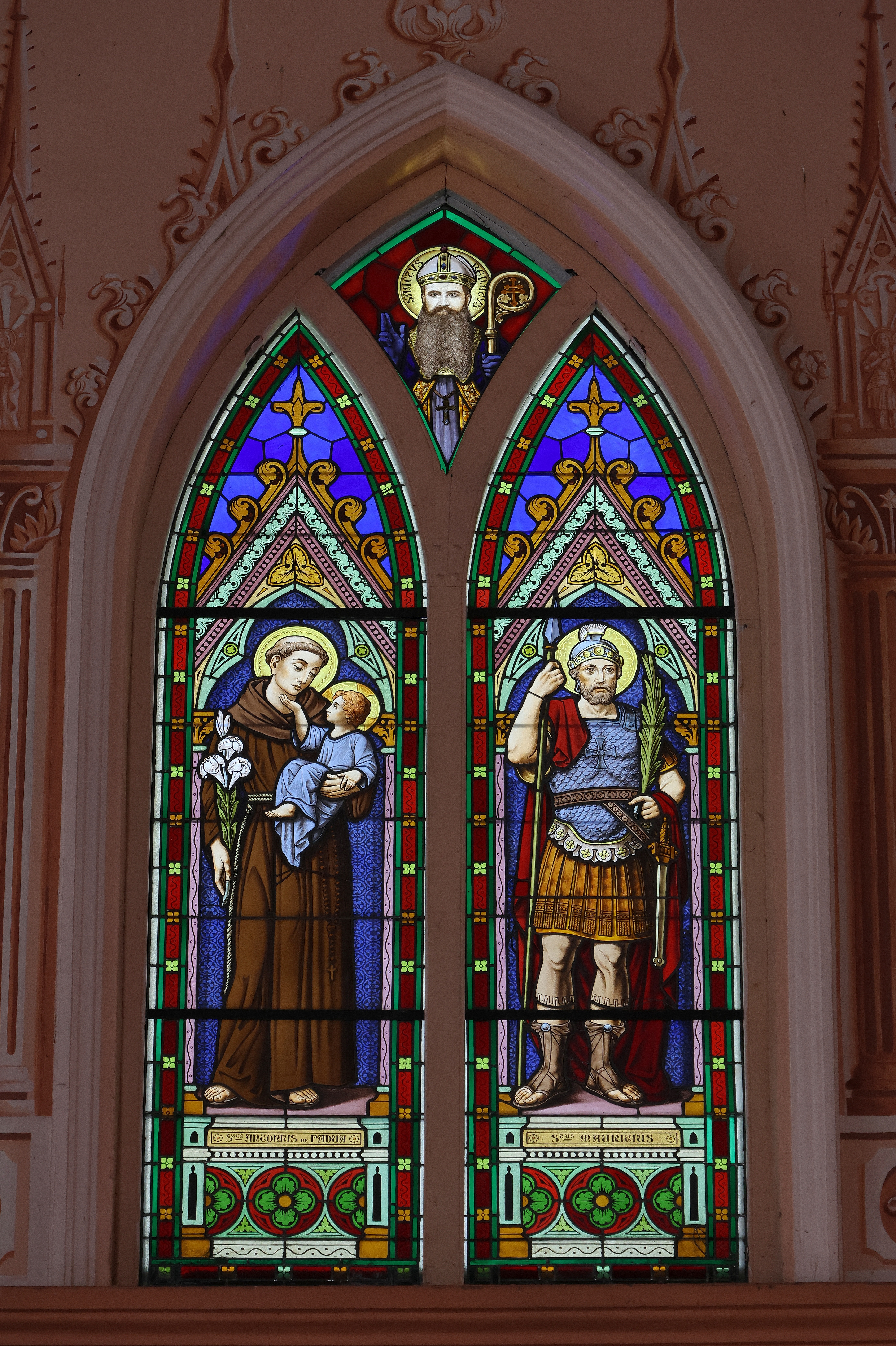

## Population
En 2005, Chanthaburi comptait 27 602 habitants.